# Перо Млађеновић
Перо Млађеновић (Чардачине, код Бијељине, 8. август 1949) је генерал-мајор Војске Републике Српске у пензији. Некадашњи ратни командант 2. семберске лаке пјешадијске бригаде.

## Биографија
Рођен је 1949. године у селу Чардачине, од оца Срећка, службеника, и мајке Стане, домаћице. Ожењен је и има двоје дјеце. По националности је Србин. Породична крсна слава је Свети Јован Крститељ - Јовањдан (20. јануар).
Завршио је Основну школу "Браћа Лазић" у Јањи 1964, Гимназију "Филип Вишњић" у Бијељини 1968, Војну академију Копнене војске - смјер артиљерија у Београду 1972 са добрим успјехом, Командно-штабну академији Копнене војске  са врлодобрим успјехом завршио је у Београду (ванредно), 1991. а Школу националне одбране у Београду 1999. Завршио је курсеве: Програмирање наставе, у Осијеку 1974, курс командира ракетне батерије, противтенковске ракете "МАЉУТКА", у Задру 1977, курс помоћника начелника штаба за оnеративно-наставне послове у Београду 1983. и специјалистичко артиљеријска усавршавање команданата артиљеријских дивизиона за подршку, у Задру 1984.
Произведен је у чин потпоручника артиљерије 1972, а унапријеђен у чин поручника 1974, капетана 1977, капетана прве класе 1980, мајора 1986, потпуковника 1992, пуковника 1997. и генерал-мајора 7. октобра 2003. године.
Обављао је дужности: командир противоклопног вода (Дервента), командир противоклопне батерије (Дервента), командир противоклопне ракетне батерије, (уједно командир батерије за почасну паљбу предсједнику Јосипу Брозу Титу) у 130. гардијска бригада морнаричке пјешадије за обезбјеђење nредсједника Социјалистичке Федеративне Републике Југославије (Бриони, Пула), командир обалске артиљеријске батерије 130 мм (гађање циљева на мору, Пула), помоћник начелника штаба за оперативно-наставне послове војнопоморског упоришта (Вис), начелник артиљерије 139. моторизоване бригаде (Пула), командант хаубичког артиљеријског дивизиона за подршку (Бар, Црна Гора), начелник артиљерије пјешадијске бригаде (Херцеговачко бојиште), начелник штаба, уједно замјеник команданта 1. посавске пјешадијске бригаде (Брчко), командант пјешадијске бригаде (Брчко), начелник оперативно наставног одјељења, уједно замјеник начелника штаба корпуса (Бијељина), вршилац дужности команданта 5. корпуса Војске Републике Српске (Соколац) и замјеник команданта 5. корпуса Војске Републике Српске (Соколац).
Учествовао је у Одбрамбено-отаџбинском рату од августа 1990. до децембра 1991. на дужности начелника артиљерије моторизоване бригаде и команданта противоклопног артиљеријског дивизиона, од децембра 1991. до 13. маја 1992. командант хаубичког артиљеријског дивизиона и као припадник Војске Републике Српске од 15. маја 1992. до 14. децембра 1995. године на дужностима: начелник артиљерије пјешадијске бригаде начелник штаба, уједно замјеник команданта пјешадијске бригаде и командант пјешадијске бригаде.
Службовао је у гарнизонима Дервента, Пула, Вис, Слуњ, Грачац, Бар, Требиње, Брчко, Бијељина и Соколац.
У чин генерал-мајора унапријеђен је 1. октобра 2003. године. Пензионисан је 31. августа 2004. године. Са породицом живи у Бијељини, повремено у Бару. Послије пензионисања био је предсједник Удружења војних пензионера општине Бар. Учествује у политичким активностима у Републици Српској. Предсједник је регионалног одбора Организације војних старјешина ВРС у Бијељини.

## Одликовања и признања
- Орден за војне заслуге са сребрним мачевима,
- Орден рада са сребрним венцем и
- Карађорђева звијезда трећег реда.

Добитник је Октобарске споменице 1991. (додијељује Асоцијација ствараоца Републике Српске); плакете Почасни пуковник војске државе Кентаки (Сједињене Америчке Државе) и "Повеље" највишег признања за несебичан рад у Удружењу војних пензионера општине Бар.
Током службе једанаест пута је оцјењиван, девет пута оцјеном истиче се и два пута оцјеном нарочито се истиче.